# Đại dịch cúm 2009 tại Ấn Độ

Bùng phát đại dịch tại Ấn Độ
Tử vong
Các ca mắc xác nhận

Đại dịch cúm 2009 tại Ấn Độ là một đại địch cúm lợn bùng phát ở nhiều vùng khác nhau của Ấn Độ. Ngay sau khi bùng phát dịch cúm H1N1 tại Mexico và Hoa Kỳ vào tháng 3, chính phủ Ấn Độ bắt đầu kiểm tra những người đến từ những quốc gia bị dịch ảnh hưởng với các triệu chứng cúm lợn tại sân bay. Ca mắc cúm đầu tiên tại Ấn Độ được phát hiện tại sân bay quốc tế Rajiv Gandhi vào ngày 13 tháng 5, khi một người đàn ông đi từ Hoa Kỳ đến Ấn Độ bị phát hiện dương tính H1N1. Sau đó nhiều ca xác nhận đã được thông báo và tỉ lệ lây bệnh cúm gia tăng vào đầu tháng 8, với ca tử vong đầu tiên bởi cúm lợn ở Ấn Độ diễn ra tại Pune. Tính đến ngày 24 tháng 5 năm 2010, 10193 ca mắc cúm lợn đã được xác nhận với 1035 ca tử vong.
Thuốc kháng virus duy nhất của H1N1 là Tamifu không được bán tại các cửa hàng y tế công cộng, để ngăn cản virus phát triển do kháng thuốc kháng sinh vì sử dụng quá mức. Chính phủ lo ngại rằng người dân sẽ bật vỏ thuốc uống không vì lí do gì, dẫn đến làm virus kháng với phương pháp chữa nó duy nhất. Vấn đề đối mặt với cơ quan nhà nước là các trường hợp mắc cúm đều đến từ khắp đất nước.
Phiên bản chung của Tamiflu (Oseltamivir) được bày bán rộng rãi ở thị trường Ấn Độ, sau vài tháng dịch cúm heo bùng phát. Natco Pharma và Strides Arcolabs đã cho ra những sản phẩm chung là của Oseltamivir, Natflu và Starflu. Những thuốc này được cung cấp theo toa trực tiếp đến người tiêu dùng. Ngày 8 tháng 8 năm 2010, chính phủ Ấn Độ đã thông báo có 1833 ca tử vong do cúm heo ở nước này. Ngày 18 tháng 10, một công ty công nghệ sinh học đã công bố phát hành loại vắc-xin phòng cúm lợn H1N1 đầu tiên của Ấn Độ có tên gọi là HNVAC.